# Зоопарк (фильм)
«Зоопарк» («Зоо») (англ. Zoo) — американский документальный фильм 2007 года на тематику зоофилии.

## Сюжет
Фильм рассказывает о жизни и трагической гибели Кеннета Пиньяна вследствие анального секса с жеребцом 2 июля 2005 года.

## В ролях
- Джон Полсен — Кеннет Пиньян
- Ричард Кармен — брат Кеннета Пиньяна
- Пол Эенхурн — полицейский
- Расселл Ходжкинсон — Эйч

## Награды и номинации[1]
- 2007 — Международный кинофестиваль в Каталонии — New Visions Award — «Лучший фильм» — победа
- 2007 — Сандэнс — Большой приз жюри — «Лучший документальный фильм» — номинация

## Критика
- The Seattle Times: A tough sell that gets respect at Sundance… it made a local economic effect of landmark films which put a location on the map[2]. (Успешный проект, заслуживший уважение на фестивале «Сандэнс»… это оказало влияние на местную экономику благодаря знаковым фильмам, которые отметили это место на карте)
- OC Weekly[англ.]: Zoo achieves the seemingly impossible: it tells the luridly reported tale of a Pacific Northwest engineer for Boeing's fatal sexual encounter with a horse in a way that’s haunting rather than shocking and tender beyond reason[3][4]. («Зоопарк» достигает, казалось бы, невозможного: он рассказывает зловещую историю о роковом сексуальном контакте инженера компании Boeing с лошадью на Тихоокеанском Северо-Западе в манере, которая скорее завораживает, чем шокирует, и вызывает невероятную нежность)
- Торонто Стар: gorgeously artful… one of the most beautifully restrained, formally distinctive and mysterious films of the entire festival[5]. (потрясающе искусный… один из самых красивых, сдержанных, формально самобытных и загадочных фильмов всего фестиваля)

## Факты
- Рабочим названием фильма было In the Forest There Is Every Kind of Bird, но позднее оно было изменено на Zoo — сокращение от Zoophilia (рус. Зоофилия)[6]. В русскоязычном прокате Zoo перевели буквально, «Зоопарк», что не имеет никакого отношения к сюжету[7][8].
- В создании фильма принимали участие друзья Кеннета Пиньяна, в том числе те, кто отвозил его в больницу в тот роковой вечер.
- В фильме присутствуют порнографические сцены (зоофилия), но они показаны мелко, способом «телевизор на экране».

## Премьерный показ в разных странах[9]
- США — 20 января 2007 (Сандэнс); 13 марта 2007 (К югу через юго-запад); 21 марта 2007 (Международный кинофестиваль в Кливленде); 25 апреля 2007 (широкий экран, только в Нью-Йорке); 4 мая 2007 (широкий экран, только в Лос-Анджелесе)
- Германия — 9 февраля 2007 (Берлинский кинофестиваль)
- Франция — 20 мая 2007 (Каннский кинофестиваль 2007)
- Исландия — 15 августа 2007 (Кинофестиваль «Зелёный свет»)
- Канада — 17 августа 2007 (Ванкуверский международный киноцентр)
- Греция — сентябрь 2007 (Кинофестиваль в Афинах)
- Словения — 9 ноября 2007 (Международный кинофестиваль в Любляне)
- Великобритания — 30 мая 2008 (широкий экран)